# Права ЛГБТ у Словаччині
Лесбійки, геї, бісексуали та трансгендери (ЛГБТ) у Словаччині стикаються з юридичними проблемами, з якими не стикаються люди, які не є ЛГБТ. Одностатеві статеві стосунки як чоловіків, так і жінок є законними в Словаччині, але домогосподарства, які очолюються одностатевими парами, не мають права на такий самий правовий захист, який доступний парам різної статі. Хоча Словаччина надає одностатевим парам обмежені законні права, зокрема у сфері спадкування, країна не визнає одностатеві шлюби чи цивільні партнерства станом на  2023 рік. Словаччина, на відміну від свого сусіда Чехії, дотримується більш консервативних поглядів на питання прав ЛГБТ.
Проте Словаччина має комплексні антидискримінаційні закони, які охоплюють сексуальну орієнтацію та гендерну ідентичність, серед іншого, у таких сферах, як працевлаштування, товари та послуги, освіта, медичні послуги, злочини на ґрунті ненависті та мова ненависті. ЛГБТ-людям дозволяється відкрито служити в збройних силах Словаччини. Крім того, ставлення до представників ЛГБТ-спільноти поступово стає більш прийнятним, відповідно до світових тенденцій. Опитування 2007 року показало, що дві третини словаків вважають, що гомосексуалізм має бути сприйнятим суспільством, тоді як інше опитування Pew Research Center від 2017 року показало рівно розподілену підтримку одностатевих шлюбів Опитування громадської думки повідомляють про коливання тенденцій у підтримці одностатевих шлюбів і цивільних союзів, при цьому опитування показують різний рівень підтримки та опозиції словаків щодо зареєстрованих партнерств і шлюбів станом на 2019 рік.
З 2022 року трансгендери у Словаччині відчувають труднощі з доступом до трансгендерних медичних послуг, що змушує їх шукати варіанти за кордоном, а відсутність регулювання виявилася проблемою для трансгендерів, коли йдеться про їхнє право змінити юридичну стать, де деякі органи реєстрації актів цивільного стану відмовляються змінювати свою юридичну стать, посилаючись на відсутність регулювання. 3 березня 2023 року колись призупинені нові стандарти медичної допомоги були опубліковані повторно, однак вплив цього ще належить побачити.

## Закон про одностатеві статеві стосунки
Одностатеві статеві стосунки були легалізовані в 1962 році після того, як наукові дослідження Курта Фройнда призвели до деяких змін у громадській думці (див. історію плетизмографів статевого члена). Вік згоди був зрівняний у 1990 році до 15 років, оскільки раніше для одностатевих пар він становив 18 років.

## Визнання одностатевих стосунків

### Незареєстроване спільне проживання
З 2018 року словацьке законодавство визнає «близьку особу», тобто рідного брата або сестру або подружжя. Член сім'ї або особа, яка перебуває у стосунках, вважається за законом «близькою особою», якщо шкода, заподіяна одним із них, «розумно сприймається іншою особою як шкода, заподіяна ним або нею». Надаються лише обмежені права, а саме у сфері спадкування.

### Реєстровані партнерства
Станом на  2022, у Словаччині немає юридичного визнання реєстрованих партнерств, хоча в 1997, 2000, 2012, 2018 і 2021 роках було представлено кілька законопроєктів про легалізацію зареєстрованих партнерств для одностатевих пар. У 2008 і 2009 роках правозахисна група ЛГБТ словац. Iniciatíva Inakosť, дос. «Ініціатива інакшості» розпочала інформаційну кампанію для визнання  цивільне партнерство (словац. životné partnerstvo) між одностатевими парами. У січні 2008 року правозахисники ЛГБТ зустрілися з віцепрем'єр-міністром Душаном Чапловичем, щоб обговорити цю пропозицію. Протягом 2008 року ініціатива інакшості також провела низку публічних обговорень щодо зареєстрованих партнерств. Партія Зелених Словаччини підтримує зареєстроване партнерство для одностатевих і різностатевих пар. У березні 2012 року ліберальна партія «Свобода та солідарність» (SaS) оголосила, що подасть проєкт закону про цивільні партнерства. 23 серпня до парламенту було подано законопроєкт про зареєстроване цивільне партнерство, який надає одностатевим парам такі ж права та обов'язки, як і подружнім парам, включаючи аліменти, спадщину, доступ до медичної документації та право на пенсію вдові/вдівцю, але за винятком права усиновлення. 19 вересня правляча партія «Соціал-демократія» оголосила, що голосуватиме проти законопроєкту. який пізніше був відхилений (за 14 проти 94).
У серпні 2017 року віцеспікер Національної ради Лючія Дюріш Ніколсонова з SaS пообіцяла повторно подати до парламенту законопроєкт про зареєстроване партнерство. 11 грудня 2017 року після зустрічі з представниками Iniciatíva Inakosť президент Андрей Кіска закликав до публічного обговорення прав одностатевих пар. Того ж дня SaS підтвердила свій намір внести законопроєкт про зареєстроване партнерство. SaS представила свій законопроєкт про зареєстроване партнерство до Національної ради в липні 2018 року. Відповідно до запропонованого законопроєкту, партнерство було б відкритим як для одностатевих, так і для різностатевих пар і надавало б парам низку прав і переваг, якими користуються подружні пари, зокрема у сфері спадщини та охорони здоров'я, зокрема. Законопроєкт було відхилено у вересні 2018 року, підтримавши лише 31 зі 150 законодавців.
У 2021 році партія Прогресивної Словаччини представила законопроєкт про життєве партнерство, але він був відхилений 67 голосами проти 7 голосів за.

### Одностатеві шлюби
Станом на  2022, у Словаччині немає внутрішнього юридичного визнання одностатевих шлюбів, хоча одностатеві шлюби, укладені за кордоном, визнаються словацьким законодавством, і подружжям дозволяється поселятися та жити в Словаччині. У січні 2014 року Християнсько-демократичний рух (KDH) оголосив, що подасть проєкт закону про заборону одностатевих шлюбів у словацьку Конституцію.У лютому 2014 року міністр культури Марек Маджаріч заявив, що достатньо депутатів від SMER-SD підтримують конституційну заборону, щоб вона була прийнята. 40 опозиційних депутатів внесли до Національної ради проєкт закону про заборону одностатевих шлюбів у словацькій Конституції. Прем'єр-міністр Роберт Фіцо заявив, що правляча партія готова підтримати поправку в обмін на підтримку опозицією поправки, яка вносить зміни в судову систему. Законопроєкт пройшов перше читання 103 голосами проти 5 у березні 2014 року. Поправка може призвести до того, що будь-які майбутні закони, що визнають одностатеві пари, будуть неконституційними. У червні 2014 року він був прийнятий і підписаний президентом Іваном Гашпаровичем, 102 депутати проголосували «за» і 18 «проти». Статтю 41 викласти в такій редакції:
Шлюб - це унікальний союз між чоловіком і жінкою. Словацька Республіка захищає шлюб у всіх його аспектах і підтримує його добробут. Шлюб, батьківство і сім'я перебувають під охороною закону. Гарантується особливий захист дітей та неповнолітніх. 
У грудні 2013 року консервативна громадська ініціативна група під назвою «Альянс за родину» оголосила, що вимагатиме конституційного визначення шлюбу як «союзу виключно між чоловіком і жінкою». Альянс мав намір ініціювати референдуми з кількох питань і вимагав заборонити одностатеве усиновлення та заборонити статеве виховання в школах. Вони також вимагали, щоб інші види співжиття ніколи не прирівнювалися до шлюбу між чоловіком і жінкою. Активісти Альянсу також розкритикували шведську компанію Ikea за її корпоративний журнал, у якому дві лесбійки виховують сина.
У серпні 2014 року Альянс за родину зібрав понад 400 тис. підписів під петицією про проведення референдуму з чотирьох питань:
1. Чи згодні ви з тим, що шлюбом не можна назвати інше спільне проживання людей, крім зв'язку між одним чоловіком і однією жінкою?
2. Чи згодні ви з тим, що одностатевим парам чи групам не можна дозволяти усиновлювати дітей і згодом виховувати їх?
3. Чи згодні ви з тим, що жодному іншому спільному проживанню осіб, окрім шлюбу, не слід надавати особливий захист, права та обов'язки, які законодавчі норми від 1 березня 2014 року надають лише шлюбу та подружжю (головним чином визнання, реєстрація чи реєстрація як співжиття перед державним органом, можливість усиновлення дитини дружиною або батьком)?
4. Чи згодні ви з тим, що школи не можуть вимагати від дітей брати участь у навчанні щодо сексуальної поведінки чи евтаназії, якщо їхні батьки чи самі діти не згодні зі змістом навчання?

Президент Андрей Кіска попросив Конституційний суд розглянути запропоновані питання. У жовтні 2014 року Конституційний суд визнав неконституційним третє питання.
Референдум з інших трьох питань відбувся 7 лютого 2015 року. Усі три пропозиції були схвалені, але референдум визнали недійсним через недостатню явку (21,07 %). Для визнання референдуму дійсним була явка 50 %. Противники, зокрема ЛГБТ-активісти, радили виборцям бойкотувати референдум.
5 червня 2018 року у судовій справі Коман та інші проти Генеральної інспекції імміграції та Міністерства внутрішніх справ Європейський суд виніс рішення на користь румунсько-американської одностатевої пари, яка прагнула визнати свій шлюб у Румунії, щоб Американський партнер міг проживати в країні. Суд постановив, що країни-члени ЄС можуть вирішувати, дозволяти одностатеві шлюби чи ні, але вони не можуть перешкоджати свободі проживання громадянина ЄС та його подружжя. Крім того, Суд постановив, що термін «подружжя» є гендерно нейтральним і не обов'язково має на увазі особу протилежної статі. Одностатеві пари, які проживають у Словаччині, які одружилися в державах-членах, які легалізували одностатеві шлюби, і де один із партнерів є громадянином ЄС, користуються повними правами на проживання в результаті рішення. Міністерство внутрішніх справ Словаччини швидко оголосило про негайне виконання рішення. Епохальне рішення Європейського суду було схвалено Міжнародною асоціацією лесбійок, геїв, бісексуалів, трансгендерів та інтерсексуалів (ILGA) та іншими правозахисними групами, тоді як Словацька Католицька Церква засудила його.

## Усиновлення та планування сім'ї
Словацьке законодавство дозволяє будь-якій особі всиновлювати дитину. Однак особи, які не перебувають у шлюбі між собою, не можуть усиновити одну дитину. Це означає, що для неодружених пар усиновити дитину може тільки один партнер.

## Захист від дискримінації
Закон про боротьбу з дискримінацією (словац. Antidiskriminačný zákon) був прийнятий у 2004 році відповідно до протоколів Європейського Союзу щодо боротьби з дискримінацією в його державах-членах. Закон, розширений у 2008 році, забороняє дискримінацію на основі сексуальної орієнтації та «гендерної ідентифікації» в багатьох сферах, включаючи працевлаштування, освіту, житло, соціальне обслуговування та надання товарів і послуг. Статтею 2 Закону передбачено:
|  | Дотримання принципу рівного ставлення передбачає заборону дискримінації за ознаками статі, релігії чи переконань, раси, національності чи етнічного походження, інвалідності, віку, сексуальної орієнтації, сімейного чи сімейного стану, кольору шкіри, мови, політичної чи іншої ознаки. судимість, національне чи соціальне походження, майновий стан, походження чи будь-який інший стан або на підставі повідомлення про злочин чи будь-яке інше правопорушення. |

У травні 2013 року до Кримінального кодексу було внесено поправки, які включають сексуальну орієнтацію як підставу для злочинів на ґрунті ненависті, дозволяючи посилити покарання, якщо злочин вчинено на ґрунті гомофобії. Крім того, ворожі висловлювання на ґрунті сексуальної орієнтації заборонені.

## Військова служба
У 2005 році «Правда» повідомляла, що «військові також мають дуже гомофобне середовище, вороже і нетерпиме до будь-яких проявів і ознак гомосексуальності». Конституція Словацької Республіки та Закон про боротьбу з дискримінацією забороняють дискримінацію за ознакою сексуальної орієнтації та стосуються військових.

## Гендерна ідентичність та самовираження
Трансгендерам у Словаччині дозволено змінювати юридичну стать з 1995 року. Закон, що дозволяє це, безпосередньо не регулює вимоги, але на практиці зазвичай потрібно пройти хірургічну стерилізацію. Були виняткові випадки, коли зміна юридичної статі була можлива навіть без кастрації. Оскільки одностатеві шлюби не визнаються, будь-який існуючий шлюб буде визнано недійсним.
У 2021 році члени ультраправих неонацистських партій подали два законопроєкти, які забороняють зміну юридичної статі в Словаччині, перший раз Народна партія Наша Словаччина 12 лютого 2021 року і другий раз Закон партії Республіка 23 вересня 2021 р. Обидві спроби виявилися невдалими, оскільки більшість депутатів не голосували або утрималася.
6 квітня 2022 р. Міністерство охорони здоров'я Словаччини опублікувало стандарти переходу для трансгендерних людей, які також регулюють медичний перехід та умови надання можливості змінити юридичну стать призначеними експертами, де призначеним експертом є будь-який лікар у галузі психіатрії чи сексології мати принаймні п'ять років професійного досвіду, і особа, яка вимагає документацію, необхідну для юридичної зміни статі, повинна бути кастрована хірургічним шляхом або пройти тест на реальний досвід у поєднанні із замісною гормональною терапією протягом принаймні року, якщо ЗГТ не протипоказана.
Однак після сильного тиску багатьох консерваторів, Конференції словацьких єпископів і членів Національної ради, як коаліції, так і опозиції, включно з прем'єр-міністром Словаччини Едуардом Хегером, 18 травня стандарти переходу були скасовані. 2022 року, і з того часу у Словаччині немає дійсних стандартів щодо догляду за трансгендерами та юридичної зміни статі. 16 листопада 2022 року в інтерв'ю для Denník N голова ЛГБТ громадської організації Iniciatíva Inakosť заявив, що спроби затвердити стандарти медичного обслуговування блокують члени коаліційної партії «Прості люди».
19 жовтня 2022 року Верховний суд Словаччини скасував рішення районного суду Банської Бистриці, який постановив, що для зміни юридичної статі потрібна хірургічна стерилізація, і підтвердив, що закон прямо не визначає жодних вимог для зміни юридичної статі.
Станом на 18 листопада 2022 року через відсутність регулювання та стандартів постачальники медичних послуг у Словаччині відмовляються надавати трансгендерну допомогу, що змушує трансгендерів, які проживають у Словаччині, звертатися за медичною допомогою за кордон, а деякі органи реєстрації актів цивільного стану відмовляються розглядати будь-які заяви змінити юридичну стать, посилаючись на відсутність регулювання та кажучи їм чекати затвердження нових стандартів медичної допомоги Міністерством охорони здоров'я, тобто змінити юридичну стать майже неможливо.
13 січня 2023 року члени ультраправої неонацистської партії «Народна партія Наша Словаччина» представили законопроєкт, який забороняє зміну статі в Словаччині та забороняє медичний перехід із покаранням у вигляді позбавлення волі на строк не менше 4 років. Ця спроба знову була невдалою, більшість голосів утрималися.
24 лютого 2023 року члени коаліційної партії «Християнський союз» представили законопроєкт, який обмежує зміну юридичної статі людям, «чия стать була неправильно визначена при народженні», що може бути доведено лише за допомогою тесту на каріотип. 21 березня 2023 року законопроєкт пройшов перше читання й отримав 87 голосів за, очікується його ухвалення в повному обсязі.
3 березня 2023 року колись призупинені стандарти догляду за трансгендерними людьми були знову підписані та опубліковані повторно колишнім міністром охорони здоров'я Володимиром Ленгварським безпосередньо перед відставкою з посади. Проте вплив стандартів на доступ до медичної допомоги та прийняття реєстраторами цивільного стану ще належить побачити. 21 березня 2023 року в інтерв'ю Denník N державний секретар Міхал Палкович оголосив, що нові стандарти медичної допомоги мають «деякі проблеми з імплементацією з точки зору закону», а також оголосив про те, що зміни юридичної статі для деяких людей можуть бути скасовані та повернені до початкового стану.

## Донорство крові
Геям і бісексуалам заборонено здавати кров, якщо вони мали незахищений статевий акт протягом одного року.

## Умови життя

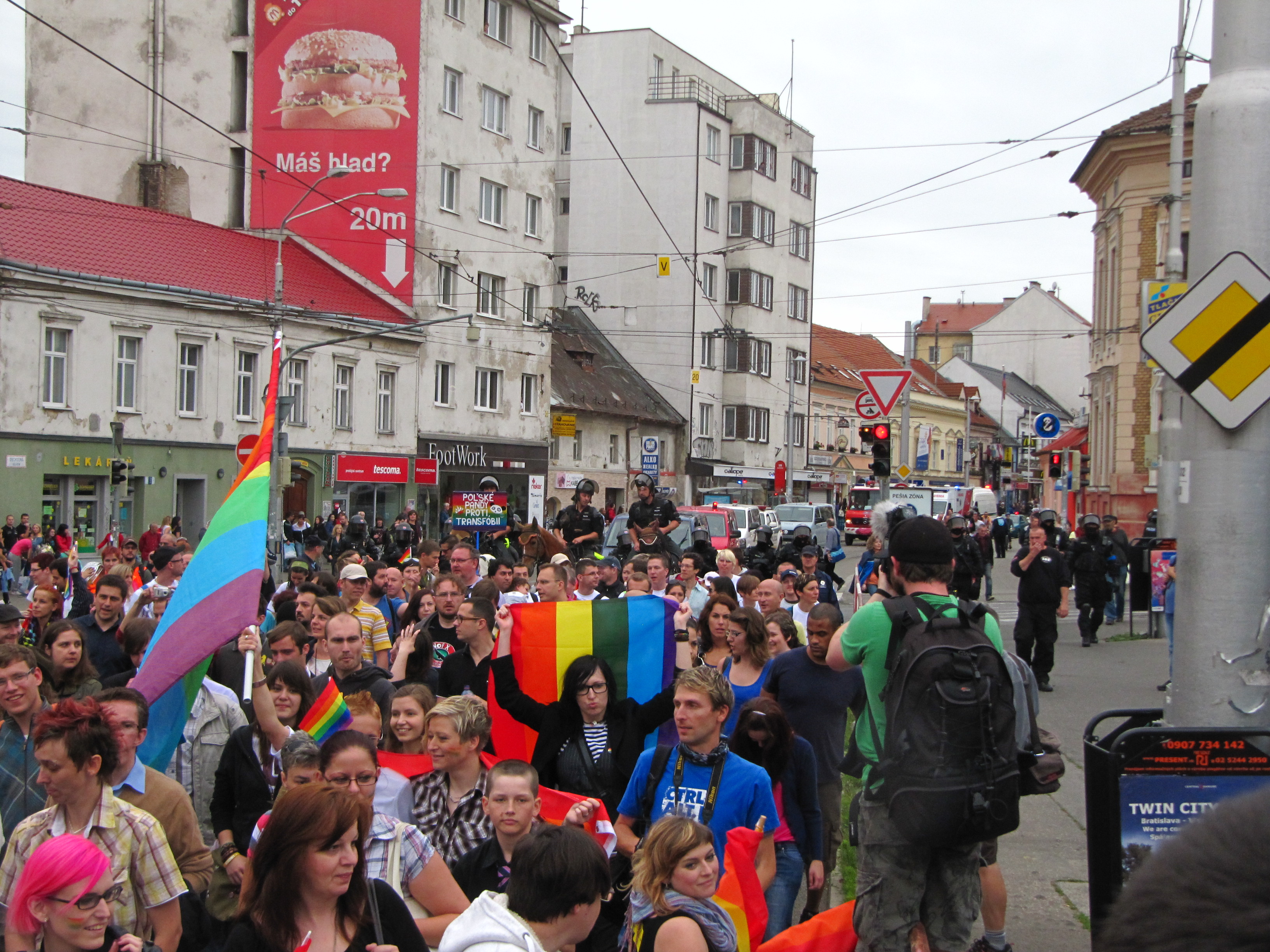
Братиславський прайд 2012 року

Перший у Словаччині гей-прайд відбувся 22 травня 2010 року в Братиславі. Приблизно тисячний натовп зіткнувся з правими гомофобними групами. У той час як національна та муніципальна поліція Братислави тримали обидві сторони окремо, кілька протестуючих проти гомосексуалістів змогли проникнути на захід і закидати камінням ораторів і розпустити сльозогінний газ у натовпі. Учасники прайду були змушені скасувати марш центром міста, але змогли перетнути Дунай під охороною поліції. Було заарештовано двадцять дев'ять осіб. Відтоді заходи безпеки було покращено, і його підтримали багато іноземних посольств.
У Словаччині є невелика гей-сцена з кількома барами та клубами в Братиславі.

## Громадська думка та демографія
| Підтримка прав одностаттевих пар                               | 2008    | 2008  | 2009   | 2009  | 2012   | 2012  | 2015   | 2015  | 2016   | 2016  | 2017   | 2017  | 2019   | 2019  |
| Підтримка прав одностаттевих пар                               | Так [%] | Ні[%] | Так[%] | Ні[%] | Так[%] | Ні[%] | Так[%] | Ні[%] | Так[%] | Ні[%] | Так[%] | Ні[%] | Так[%] | Ні[%] |
| -------------------------------------------------------------- | ------- | ----- | ------ | ----- | ------ | ----- | ------ | ----- | ------ | ----- | ------ | ----- | ------ | ----- |
| «Одностатеві реєстровані цівільні партнерства»                 | 42      | 45    | 45     | 41    | 47     | 38    | 50     | 35    | 40     | 55    | -      | -     | 57     | 43    |
| «Взаємні обов'язки між партнерами»                             | 47      | 32    | 51     | 29    | 50     | 31    | -      | -     | -      | -     | -      | -     | -      | -     |
| «Право на податкові пільги»                                    | 41      | 43    | 43     | 39    | 45     | 38    | -      | -     | -      | -     | -      | -     | -      | -     |
| «Право на пенсію подружжю за померлого партнера»               | 45      | 37    | 45     | 37    | 48     | 36    | -      | -     | -      | -     | -      | -     | -      | -     |
| «Доступ до інформації про стан здоров'я партнера»              | 64      | 21    | 72     | 16    | 75     | 15    | -      | -     | -      | -     | -      | -     | -      | -     |
| «Право на вихідний, якщо партнеру потрібен супровід до лікаря» | 54      | -     | 57     | -     | 58     | -     | -      | -     | -      | -     | -      | -     | -      | -     |
| «Право на відпустку у зв'язку з втратою близької людини»       | 69      | -     | 71     | -     | 73     | -     | -      | -     | -      | -     | -      | -     | -      | -     |
| «Право взаємного спадкування»                                  | 58      | -     | 56     | -     | 60     | -     | -      | -     | -      | -     | -      | -     | -      | -     |
| «Можливість встановлення безроздільної сумісної власності»     | 55      | -     | 56     | -     | 57     | -     | -      | -     | -      | -     | -      | -     | -      | -     |
| «Право на допомогу по догляду за хворим партнером»             | 58      | -     | 61     | -     | 61     | -     | -      | -     | -      | -     | -      | -     | -      | -     |
| «Одностатеві шлюби»                                            | -       | -     | -      | -     | -      | -     | 24     | 69    | 27     | 69    | 47     | 47    | 20     | 70    |
| «Усиновлення дітей»                                            | -       | -     | -      | -     | -      | -     | -      | -     | 20     | 75    | -      | -     | 15     | 83    |

Громадська думка в Словаччині коливалася в останні кілька десятиліть, спочатку ставши більш прихильною до надання прав одностатевим парам, а потім почала стагнувати до кінця 2010-х років у результаті скоординованої гомофобної кампанії консервативних політиків. Опитування Pew Global Attitudes Project у 2007 році зафіксувало, що 66 % словаків вважають, що гомосексуальність має бути сприйнятою суспільством. Згідно з опитуванням, проведеним у 2009 році, 45 % респондентів підтримали одностатеві зареєстровані партнерства, 41 % були проти, 14 % не впевнені. Підтримка конкретних прав була вищою: 56 % підтримали право одностатевих пар на спільне володіння майном, 72 % на доступ до медичної інформації про свого партнера та 71 % підтримали право на відпустку у зв'язку з важкою втратою.
Підтримка одностатевих шлюбів залишається низькою порівняно з іншими країнами-членами Європейського Союзу. Опитування Європейського Союзу 2006 року показало, що 19 % словаків підтримують одностатеві шлюби, а Євробарометр 2015 року показав, що 24 % словаків підтримують одностатеві шлюби, що є четвертим найнижчим показником серед країн-членів ЄС разом із Литвою. У всьому ЄС підтримка склала 61 %. Однак опитування AKO у 2015 році показало, що понад 50,4 % словаків проголосували б за одностатеві зареєстровані партнерства. Опитування громадської думки, проведене ФОКУСом у 2016 році, показало, що понад 27 % словаків підтримують одностатеві шлюби, що на 3 % більше, ніж у 2015 році.
У травні 2015 року соціальна ЛГБТ-мережа під назвою PlanetRomeo опублікувала свій перший Індекс щастя геїв. Було опитано чоловіків-геїв із понад 120 країн, щоб дізнатися, як вони ставляться до сприйняття гомосексуальності суспільством, як до них ставляться інші та наскільки вони задоволені своїм життям. Словаччина опинилася на 47-му місці, значно поступившись сусідній Чехії — 18-му та Австрії — 17-му.
У 2017 році ініціатива інакшості провела опитування про життя словацьких ЛГБТ осіб. Опитування показало, що 52 % були нерелігійними, тоді як 33 % були римо-католиками, 6 % були євангелістами та 2 % були греко-православними. Проте 56,5 % вважають релігію «важливою» у своєму житті. За політичною ідеологією 58,5 % вважають себе «дуже ліберальними» або «ліберальними». Лише 2,5 % вважають себе «консерваторами», а 18 % — «центристами». Найпопулярнішими політичними партіями серед ЛГБТ були «Прогресивна Словаччина» та «Свобода та солідарність». Щодо камінг-ауту, більшість респондентів сказали, що він був «позитивним». 71 % і 52 % сестер і братів, відповідно, прийняли розкриття лесбійської, гей і бісексуальної орієнтації. Так само відповіли 54 % матерів, 42 % батьків і 49,5 % бабусь і дідусів, а значна кількість, у тому числі 28,5 % тат і 29 % бабусь і дідусів, залишилися байдужими. Крім того, 78 % респондентів вважають свої стосунки з партнером «серйозними», але менше половини готові тримати їх за руку на публіці. Багато респондентів повідомили про низьку самооцінку, тривогу, депресію, зловживання алкоголем і суїцидальні почуття в результаті гомофобних переслідувань, і майже 40 % респондентів зазнали активної дискримінації через свою ЛГБТ-ідентичність, при цьому 15,2 % ЛГБТ зазнали цього в останній рік.
Згідно з опитуванням Pew Research Center у 2017 році, 47 % словаків підтримали одностатеві шлюби, ще 47 % були проти, а 6 % не визначилися. Це був найвищий рівень підтримки, коли-небудь зафіксований, і другий за показником серед країн Східної Європи після Чехії (65 %). Серед 18-34-річних проти одностатевих шлюбів було 42 %. Опитування 2019 року, проведене соціологічним агентством AKO, показало, що 57 % словаків підтримують зареєстровані партнерства для всіх, на відміну від опитування, проведеного агентством ФОКУС, яке виявило підтримку зареєстрованих партнерств на рівні 29 %, цифра, яка була коментатори та активісти за права ЛГБТ критикували як надзвичайно низьку кількість, і вони поставили під сумнів силу та достовірність методології опитування.

## Зведена таблиця
| Одностатеві сексуальні стосунки легальні                                                    | з 1962 |
| Рівний вік згоди (15)                                                                       | з 1990 |
| Антидискримінаційне законодавство у сфері зайнятості                                        | з 2004 |
| Антидискримінаційне законодавство у сфері надання товарів і послуг                          | з 2008 |
| Антидискримінаційні закони в усіх інших сферах (включаючи непряму дискримінацію, ворожнечу) | з 2016 |
| Закони про злочини на ґрунті ненависті включають сексуальну орієнтацію                      | з 2013 |
| Одностатеві шлюби                                                                           | / Конституційна заборона з 2014 року; одностатеві шлюби, укладені в ЄС, визнаються для цілей проживання з 2018 року |
| Визнання одностатевих партнерств                                                            | / З 2018 року обмежені права на спільне проживання                                                                  |
| Одиноким ЛГБТ-людям дозволено усиновлення                                                   | Yes |
| Усиновлення пасинків одностатевими парами                                                   | No |
| Спільне усиновлення одностатевими парами                                                    | No |
| ЛГБТ дозволили відкрито служити в армії                                                     | Yes |
| Право на зміну юридичної статі                                                              | / за законом і теоретично з 1995 року, де-факто майже неможливо з 2022 року                                         |
| Конверсійна терапія заборонена неповнолітнім                                                | No |
| Доступ до штучного запліднення для лесбійок                                                 | No |
| Комерційне сурогатне материнство для одностатевих пар                                       | Незаконно для всіх пар незалежно від сексуальної орієнтації                                                         |
| ЧСЧ дозволили здавати кров                                                                  | / Термін відстрочки 12 місяців                                                                                      |